# ICC Trophy 1990
L'ICC Trophy 1990 è stato un torneo mondiale di cricket, valido per poter assegnare l'ultimo posto disponibile per la Coppa del Mondo 1992. La vittoria finale è andata per la terza volta consecutiva alla nazionale dello Zimbabwe, che infatti due anni dopo otterrà il Test status e diventerà un full member dell'International Cricket Council, evitando quindi di dover prendere parte alle edizioni successive del torneo per qualificarsi alla coppa del mondo.

## Formula
Le 17 squadre partecipanti sono state divise in 4 gruppi (tre da quattro squadre e uno da cinque). Ogni gruppo era un girone all'italiana con partite di sola andata. Le prime due classificate dei gruppi si qualificavano per la seconda fase, composta da due nuovi gironi all'italiana da quattro squadre. Le prime due classificate di ogni gruppo accedevano alla semifinale e le vincenti si giocavano il titolo e la qualificazione al mondiale in finale.

## Primo turno

### Gruppo A
| Pos | Squadra   | Giocate | Vinte | Perse | RR    | Pti |
| --- | --------- | ------- | ----- | ----- | ----- | --- |
| 1   | Zimbabwe  | 3       | 3     | 0     | 3.733 | 12  |
| 2   | Canada    | 3       | 2     | 1     | 3.158 | 8   |
| 3   | Singapore | 3       | 1     | 2     | 2.058 | 4   |
| 4   | Malaysia  | 3       | 0     | 3     | 2.083 | 0   |

### Gruppo B
| Pos | Squadra    | Giocate | Vinte | Perse | RR    | Pti |
| --- | ---------- | ------- | ----- | ----- | ----- | --- |
| 1   | Bangladesh | 3       | 3     | 0     | 3.156 | 12  |
| 2   | Kenya      | 3       | 1     | 2     | 3.439 | 4   |
| 3   | Figi       | 3       | 1     | 2     | 3.312 | 4   |
| 4   | Bermuda    | 3       | 1     | 2     | 3.150 | 4   |

### Gruppo C
| Pos | Squadra          | Giocate | Vinte | Perse | RR    | Pti |
| --- | ---------------- | ------- | ----- | ----- | ----- | --- |
| 1   | Stati Uniti      | 3       | 3     | 0     | 4.058 | 12  |
| 2   | Danimarca        | 3       | 2     | 1     | 3.449 | 8   |
| 3   | Gibilterra       | 3       | 1     | 2     | 2.509 | 4   |
| 4   | Africa Orientale | 3       | 0     | 3     | 2.228 | 0   |

### Gruppo D
| Pos | Squadra            | Giocate | Vinte | Perse | RR    | Pti |
| --- | ------------------ | ------- | ----- | ----- | ----- | --- |
| 1   | Paesi Bassi        | 4       | 4     | 0     | 5.466 | 16  |
| 2   | Papua Nuova Guinea | 4       | 3     | 1     | 3.270 | 12  |
| 3   | Hong Kong          | 4       | 2     | 2     | 3.812 | 8   |
| 4   | Israele            | 4       | 1     | 3     | 2.285 | 4   |
| 5   | Argentina          | 4       | 0     | 4     | 1.962 | 0   |

## Secondo turno

### Gruppo A
| Group A | Group A            | Group A | Group A | Group A | Group A | Group A |
| Pos     | Squadra            | Giocate | Vinte   | Perse   | RR      | Pti     |
| ------- | ------------------ | ------- | ------- | ------- | ------- | ------- |
| 1       | Zimbabwe           | 3       | 3       | 0       | 3.706   | 12      |
| 2       | Kenya              | 3       | 1       | 2       | 2.975   | 4       |
| 3       | Papua Nuova Guinea | 3       | 1       | 2       | 2.700   | 4       |
| 4       | Stati Uniti        | 3       | 1       | 2       | 2.683   | 4       |

### Gruppo B
| Group B | Group B     | Group B | Group B | Group B | Group B | Group B |
| Pos     | Squadra     | Giocate | Vinte   | Perse   | RR      | Pti     |
| ------- | ----------- | ------- | ------- | ------- | ------- | ------- |
| 1       | Paesi Bassi | 3       | 2       | 1       | 3.683   | 8       |
| 2       | Bangladesh  | 3       | 2       | 1       | 3.607   | 8       |
| 3       | Danimarca   | 3       | 1       | 2       | 2.095   | 4       |
| 4       | Canada      | 3       | 1       | 2       | 2.717   | 4       |

## Fase ad eliminazione diretta
|  | Semifinali  | Semifinali  | Semifinali  |             |          | Finale   | Finale | Finale |  |
|  |             |             |             |             |          |          |        |        |  |
|  | Zimbabwe    | Zimbabwe    | 231/7       |             |          |          |        |        |  |
|  | Zimbabwe    | Zimbabwe    | 231/7       |             |          |          |        |        |  |
|  | Bangladesh  | Bangladesh  | 147         |             |          |          |        |        |  |
|  | Bangladesh  | Bangladesh  | 147         |             | Zimbabwe | Zimbabwe | 198/4  |        |  |
|  |             |             |             |             | Zimbabwe | Zimbabwe | 198/4  |        |  |
|  |             |             | Paesi Bassi | Paesi Bassi | 197/9    |          |        |        |  |
|  | Paesi Bassi | Paesi Bassi | Paesi Bassi | Paesi Bassi | 197/9    | 205/5    |        |        |  |
|  | Paesi Bassi | Paesi Bassi |             |             |          |          |        |        |  |
|  | Kenya       | Kenya       | 202         |             |          |          |        |        |  |

### Semifinali
| Data              | Luogo                         | In battuta (nel I innings) | Al lancio (nel I innings)      | Risultato                        |
| ----------------- | ----------------------------- | -------------------------- | ------------------------------ | -------------------------------- |
| 20 giugno 1990    | De Diepput L'Aja, Paesi Bassi | Zimbabwe 231/7 (60 overs)  | Bangladesh 147 (53.1 overs)    | ZIM vince di 84 runs Tabellino   |
| 20-21 giugno 1990 | De Diepput L'Aja, Paesi Bassi | Kenya 202 (59.4 overs)     | Paesi Bassi 205/5 (56.2 overs) | NED vince di 5 wickets Tabellino |

### Finale
| Data           | Luogo                         | In battuta (nel I innings)   | Al lancio (nel I innings)   | Risultato                        |
| -------------- | ----------------------------- | ---------------------------- | --------------------------- | -------------------------------- |
| 23 giugno 1990 | De Diepput L'Aja, Paesi Bassi | Paesi Bassi 197/9 (60 overs) | Zimbabwe 198/4 (54.2 overs) | ZIM vince di 6 wickets Tabellino |